# Euphlyctis ehrenbergii
Euphlyctis ehrenbergii là một loài ếch trong họ Ranidae. Loài này được tìm thấy ở Ả Rập Xê Út và Yemen.
Các môi trường sống tự nhiên của chúng là sông, sông có nước theo mùa, đầm nước, đầm nước ngọt, đầm nước ngọt có nước theo mùa, suối nước ngọt, và đất có tưới tiêu.